# Christoph Friedrich Schmahl
Christoph Friedrich Schmahl (Heilbronn, c. 1739-Ratisbona, 15 de mayo de 1814) fue un fabricante de instrumentos musicales alemán.

## Biografía
Schmahl provenía de una familia de organeros. Nació en Heilbronn de Johann Adam Schmahl (1704-1757), un organero de la ciudad. En 1770 ya trabajaba en Ratisbona.
En 1772 se casó con Anna Felicitas Späth, la segunda hija de Franz Jakob Späth. Späth buscaba un oficial que pudiera heredar su negocio.: 215  En 1774 se asoció con Späth para fundar una empresa de construcción de pianos. Después de la muerte de Späth en 1786, continuó fabricando y firmando pianos bajo su nombre y el de Späth hasta 1793, cuando comenzó a firmar sólo su nombre. Después de jubilarse en 1812, su hijo, Christian Carl (1782-1815), se hizo cargo de la empresa.
Schmahl murió el 15 de mayo de 1814 en Ratisbona. Un año después, Christian Carl murió y la empresa se disolvió.